# Župnija Predoslje
Župnija Predoslje je rimskokatoliška teritorialna župnija Dekanije Kranj Nadškofije Ljubljana.

### Farne spominske plošče
V župniji so postavljene Farne spominske plošče, na katerih so imena vaščanov iz okoliških vasi (Britof, Ilovka, Orehovlje, Predoslje in Tatinec) ki so padli nasilne smrti na protikomunistični strani v letih 1944-1945. Skupno je na ploščah 18 imen.
Trenutno je župnik Janez Jenko.